# 松炭駅
松炭駅（ソンタンえき）は、大韓民国京畿道平沢市新場洞にある、韓国鉄道公社（KORAIL）の駅。
乗り入れている路線は、線路名称上は京釜線であるが、当駅には電車線を走る京釜電鉄線（首都圏電鉄1号線）電車のみが停車する。駅番号は(P162)。

## 駅構造
島式ホーム1面2線と単式ホーム1面1線の中間に通過線2線がある合計2面5線を有する地上駅で、一部掘割構造となっている。橋上駅舎を持つ。通過線2線は京釜線の列車が通過する。
出口は1番から5番までの5ヶ所ある。

### のりば
| 1 | ●京釜電鉄線 | 水原・九老・ソウル駅・清凉里方面 |
| 2 | ●京釜電鉄線 | 平沢・天安・牙山・新昌方面       |

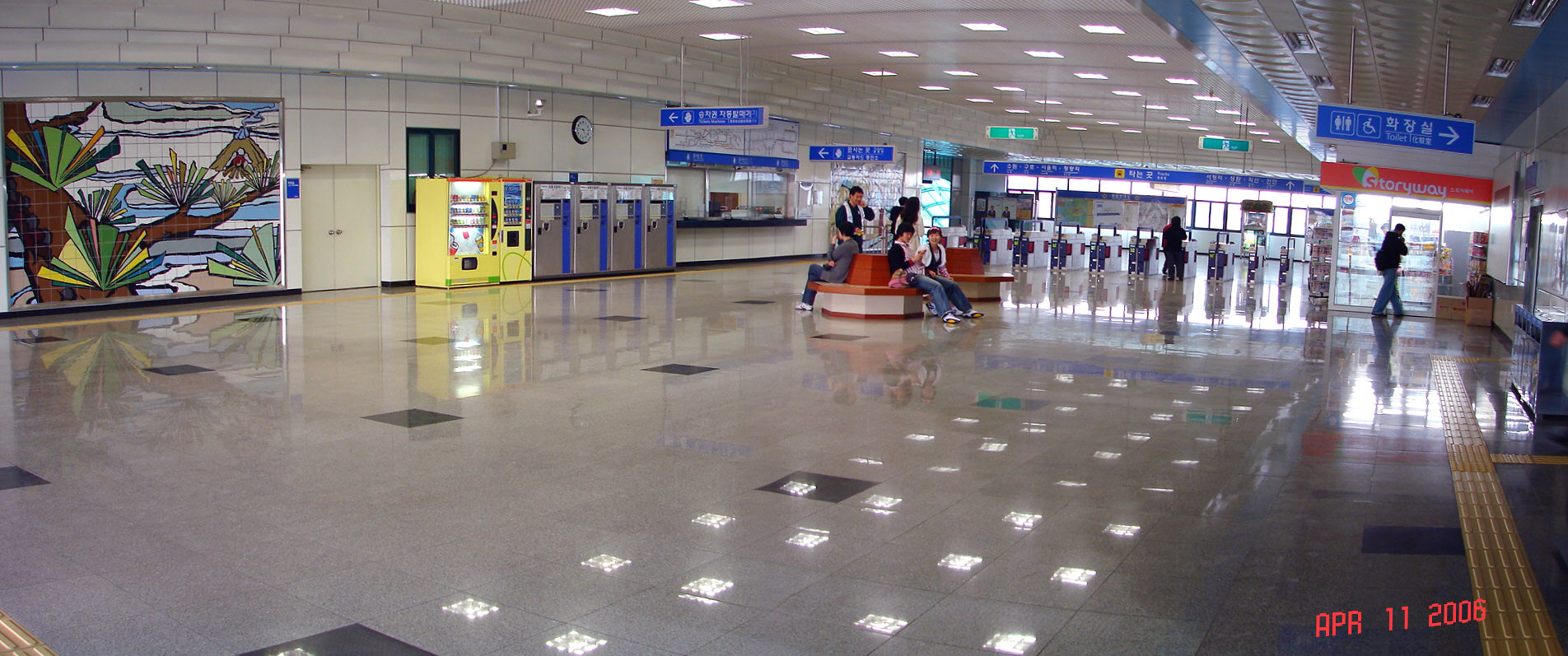
コンコース（2006年撮影）
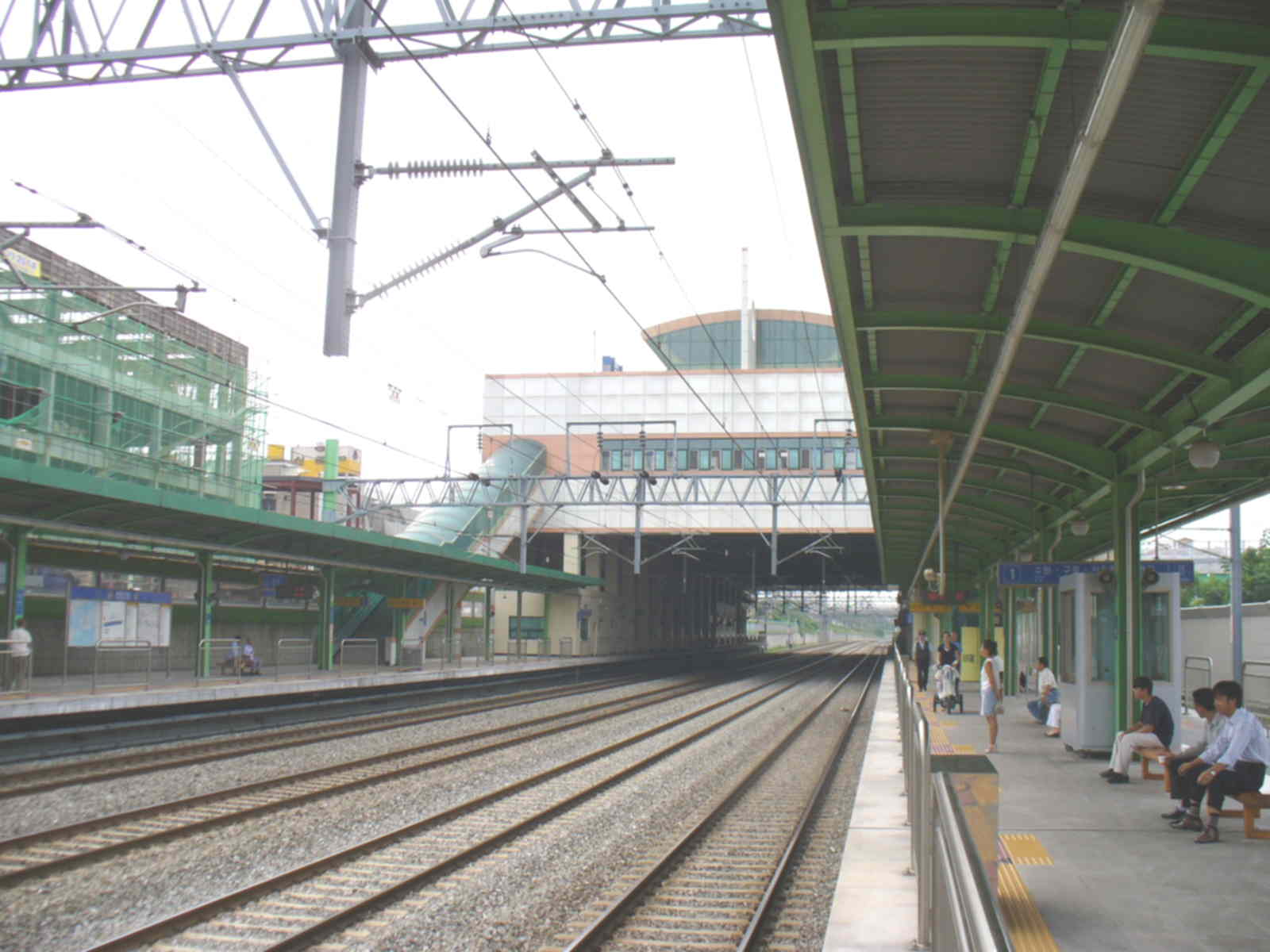
ホーム（2005年撮影）

## 利用状況
近年の一日平均乗車人員推移は下記の通り。
| 路線        | 乗車人員 | 乗車人員 | 乗車人員 | 乗車人員 | 乗車人員 | 乗車人員 | 乗車人員 | 注 釈 |
| 路線        | 2005年   | 2006年   | 2007年   | 2008年   | 2009年   | 2010年   | 2011年   | 注 釈 |
| ----------- | -------- | -------- | -------- | -------- | -------- | -------- | -------- | ----- |
| ●京釜電鉄線 | 3609     | 3959     | 4096     | 4331     | 4286     | 4245     | 4307     | [ 1 ] |

## 駅周辺
芝山洞など、駅周辺は市街地化されている。
- 芝山洞住民センター
- 松炭市外バスターミナル（朝鮮語版）
- 松北市場
- 平沢警察署松炭派出所
- 松炭郵便局
- 松炭保健所
- 芝山初等学校
- 松炭消防署
- KT 松炭支店
- 韓国電力公社
- 松炭体育公園
- 京畿道立平沢図書館
- 平沢市松炭出張所（平沢市議会がある）
- 泰光中・高等学校
- 平沢警察署新場2洞治安センター
- 福昌初等学校
- 西井洞郵便取扱所
- 松新初等学校
- 新場2洞住民センター
- 中央市場

## 歴史
- 1952年10月1日 - 信号場として営業開始。
- 1955年4月10日 - 赤峯駅（적봉역）に駅名変更。
- 1970年3月1日 - 松炭駅（송탄역）に駅名変更。普通駅に昇格。[2]
- 1970年3月19日 - 貨物・小貨物取り扱い中止。
- 1984年3月1日 - 配置簡易駅に格下げ。
- 2000年頃 - 旅客取り扱い中止。当駅付近-西井里駅間の無料シャトルバスの運行開始。
- 2005年1月20日 - 首都圏電鉄（京釜電鉄線）開業。旅客取り扱い再開。

## 隣の駅
韓国鉄道公社　
●京釜電鉄線　
A急行・B急行　
通過　
緩行　
振威駅 (P161) - 松炭駅 (P162) - 西井里駅 (P163)　